# Celestino Alves André
Celestino Alves André (15 de abril de 1959) é um escultor e medalhista português. O seu ateliê fica na aldeia de Portunhos, onde reside, no concelho de Cantanhede, no distrito de Coimbra.

## Formação e Início de Carreira
Alves André frequentou a Escola de Artes Decorativas António Arroio, em Lisboa, no curso de Artes Visuais de 1981 a 1983, durante o serviço militar. Nesse período, criou painéis pintados e esculpidos para o Regimento de Engenharia n.º 1 e participou na decoração do Dia do Exército no Pavilhão Carlos Lopes e na Feira Internacional de Lisboa (FIL Tropa). Em 1985, elaborou o Plano Diretor Geral de Obras do Regimento de Engenharia n.º 1, demonstrando aptidões em arquitetura e urbanismo.
Após o serviço militar, frequentou ateliês de diversos pintores e escultores em Lisboa e realizou cópias de obras do Museu Calouste Gulbenkian. Em 1985, colaborou com o arquiteto Mota Rebelo em arranjos arquitetónicos exteriores e em arquitetura paisagística, tendo em 1986 restaurado a sala Almeida Araújo do Palácio Nacional de Queluz. Nesta altura, concorreu ao concurso do busto do escultor conimbricense Cabral Antunes, onde obteve o primeiro prémio.
Na ocasião da inauguração do busto de Cabral Antunes, iniciou a sua trajetória na escultura de medalhística, tendo desde então criado mais de uma centena de medalhas, tanto para Portugal quanto para o estrangeiro, incluindo Estados Unidos, Canadá, Espanha, Canárias, Bélgica, Itália e França, consolidando-se como um dos mais renomados escultores de medalhística do país. Participou ainda de exposições coletivas em Sintra, Évora e Cantanhede.

## Galeria

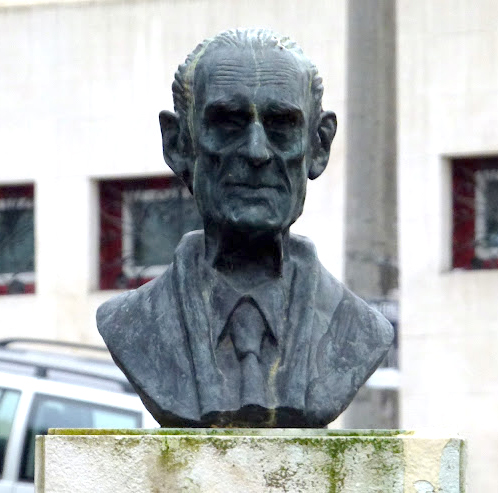
Busto do pintor conimbrigense José Maria Cabral Antunes (1916–1986), inaugurado em Coimbra em 1987.
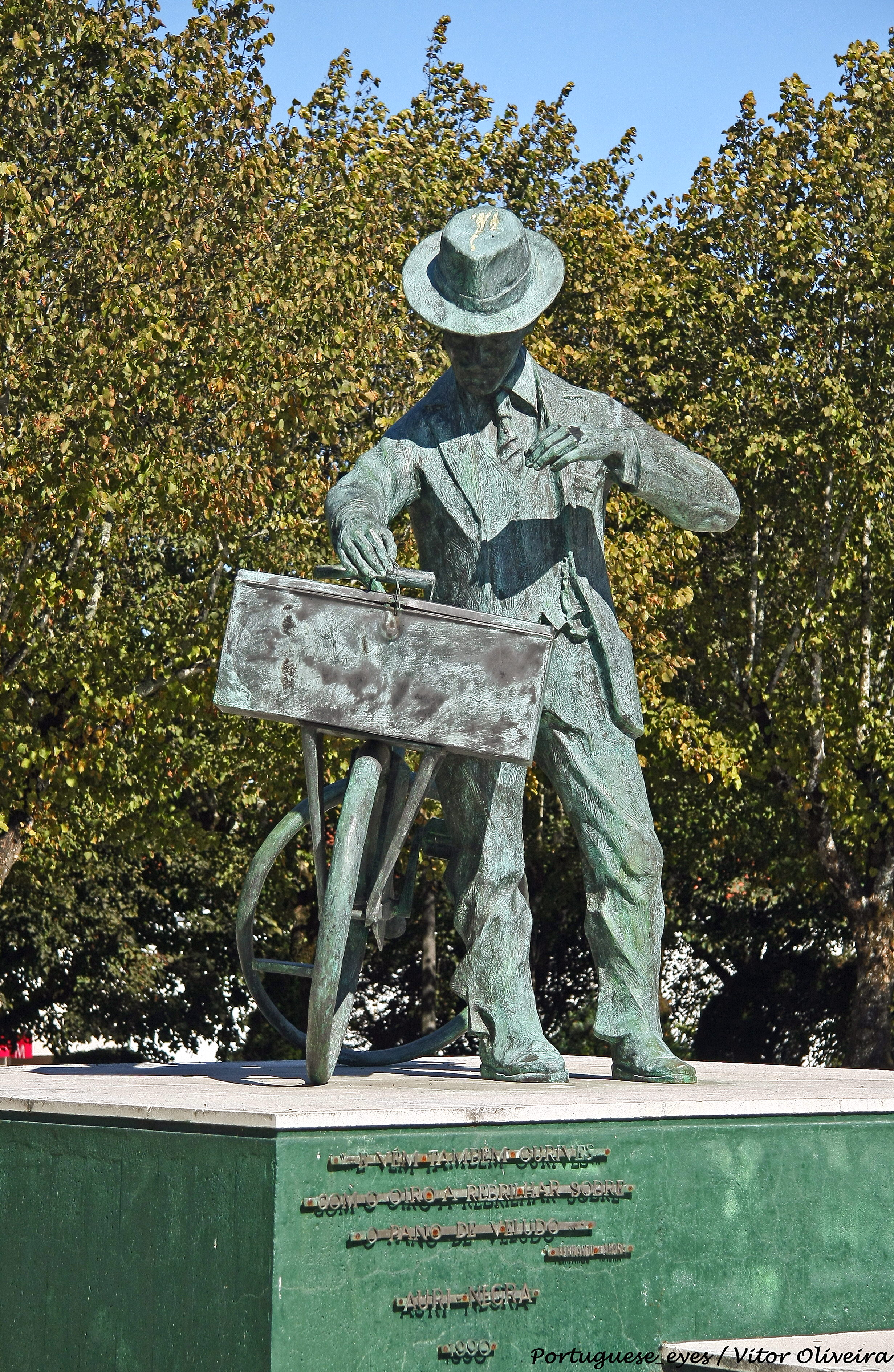
Monumento ao Ourives Ambulante, inaugurado em 1990 em Febres, Cantanhede, Coimbra.
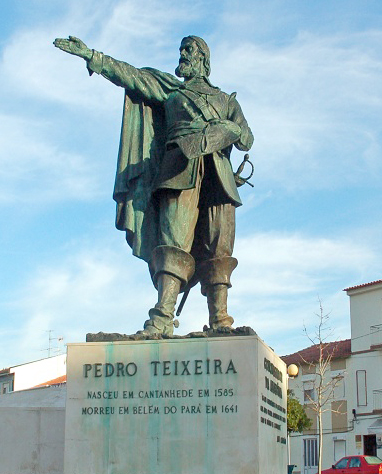
Monumento a Pedro Teixeira, inaugurado em 1993 em Cantanhede, Coimbra.
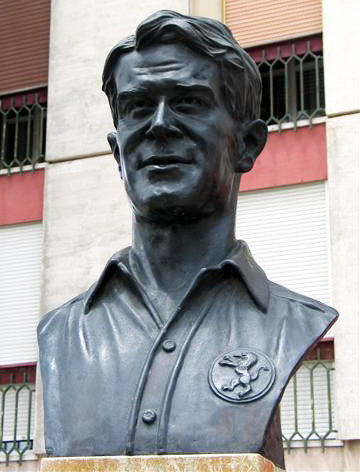
Busto de Francisco Stromp, inaugurado em 1994 junto ao Estádio de Alvalade, Lisboa.
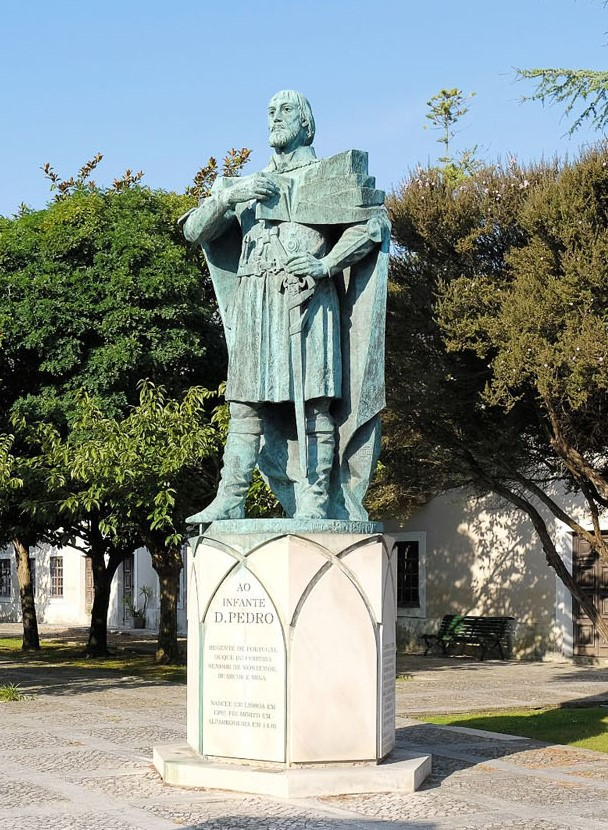
Monumento ao Infante D. Pedro, inaugurado em 1996 em Mira, Coimbra.
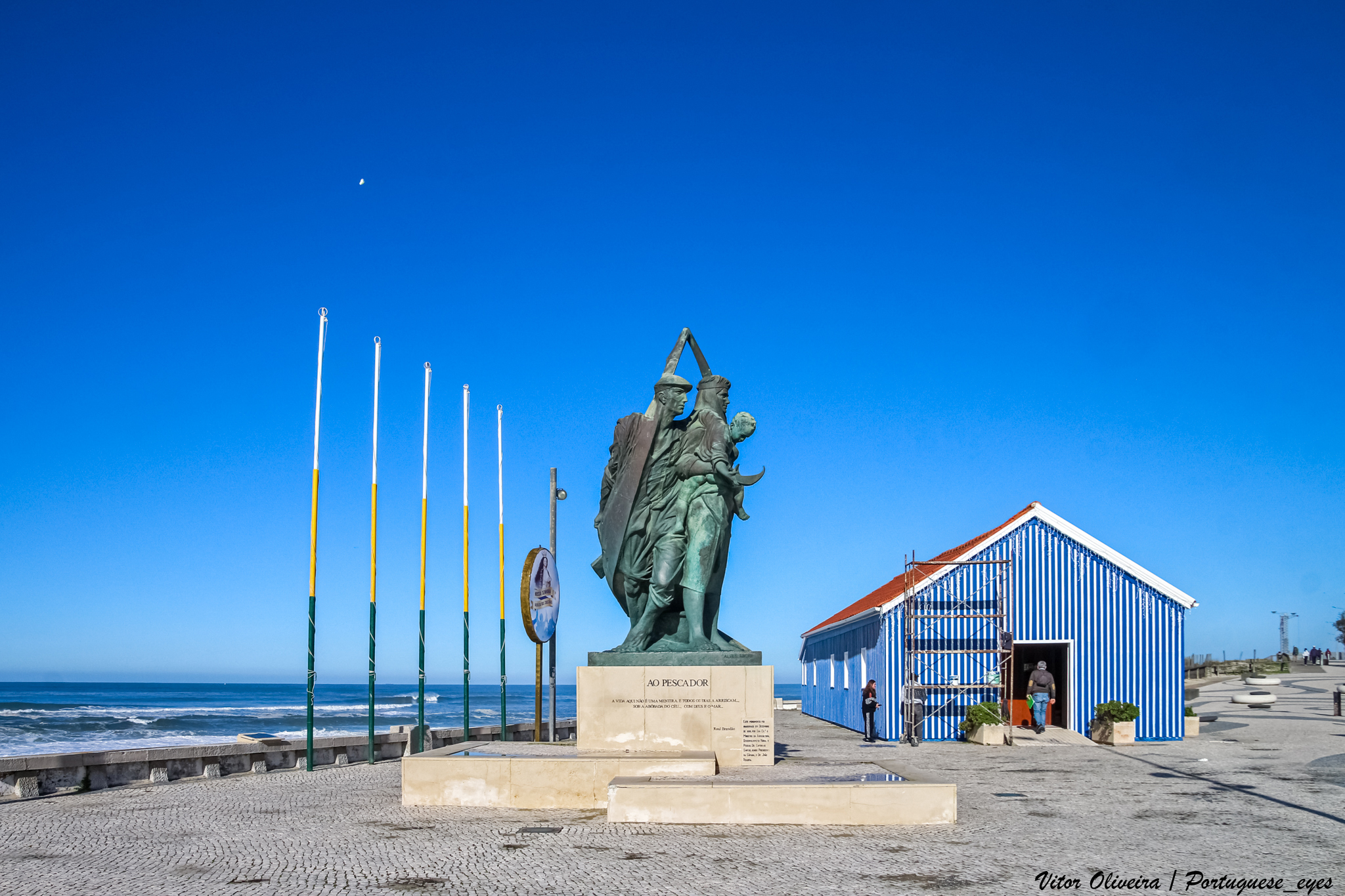
Ao Pescador, inaugurado em 1998 e localizado na Praia de Mira, Mira, Coimbra.
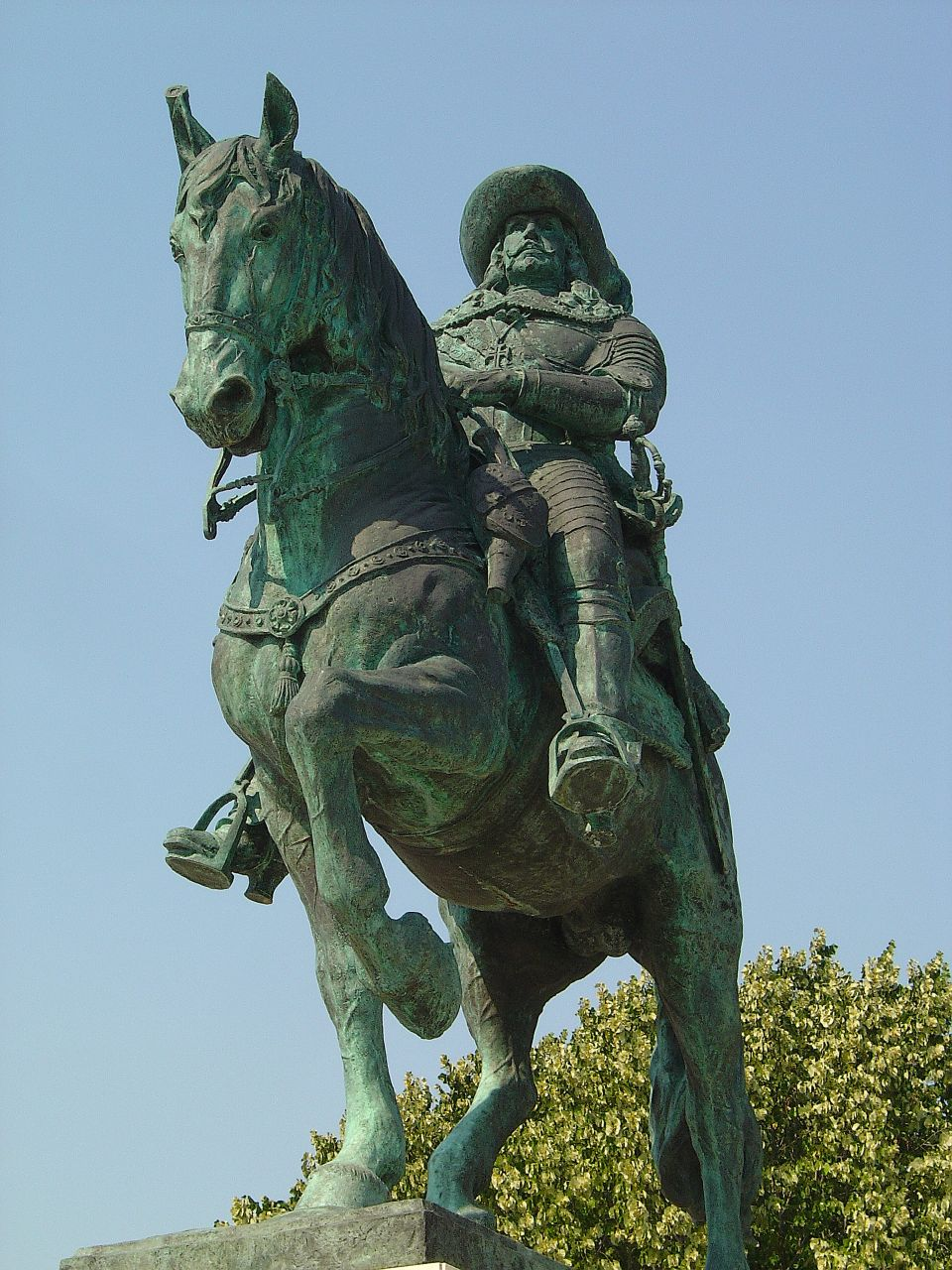
Marquês de Marialva, estátua equestre inaugurada em 1999 e localizada na Praça Marquês de Marialva, em Cantanhede, Coimbra.
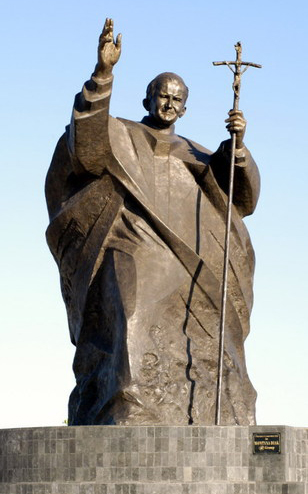
Estátua do Papa João Paulo II, inaugurada em Timor-Leste em 2007, é a maior estátua em bronze alguma vez saída das fundições artísticas portuguesas, com 6,5 metros de altura.
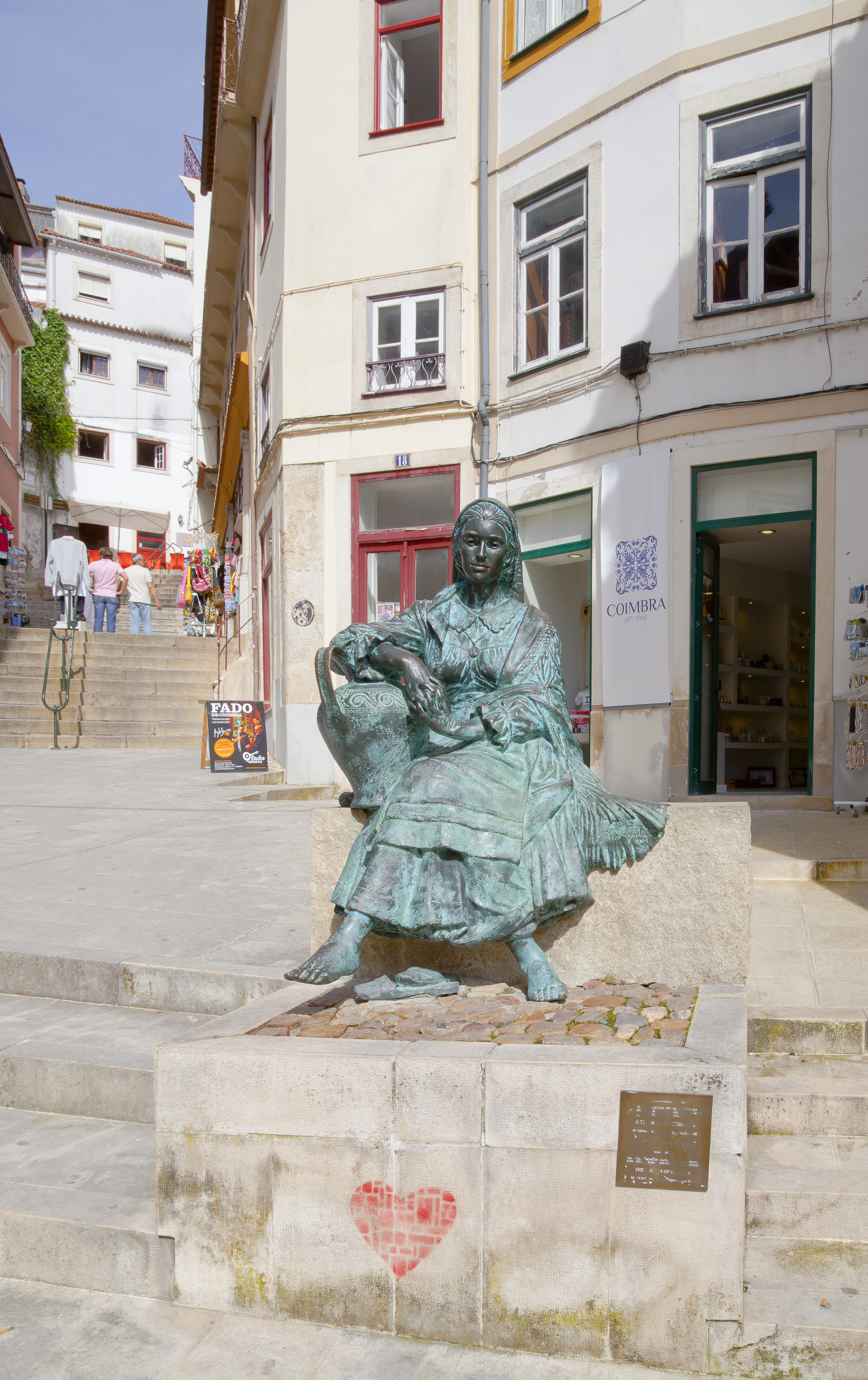
Tricana de Coimbra, escultura em bronze inaugurada em 2008[8] e localizada na Rua de Quebra Costas, em Coimbra.
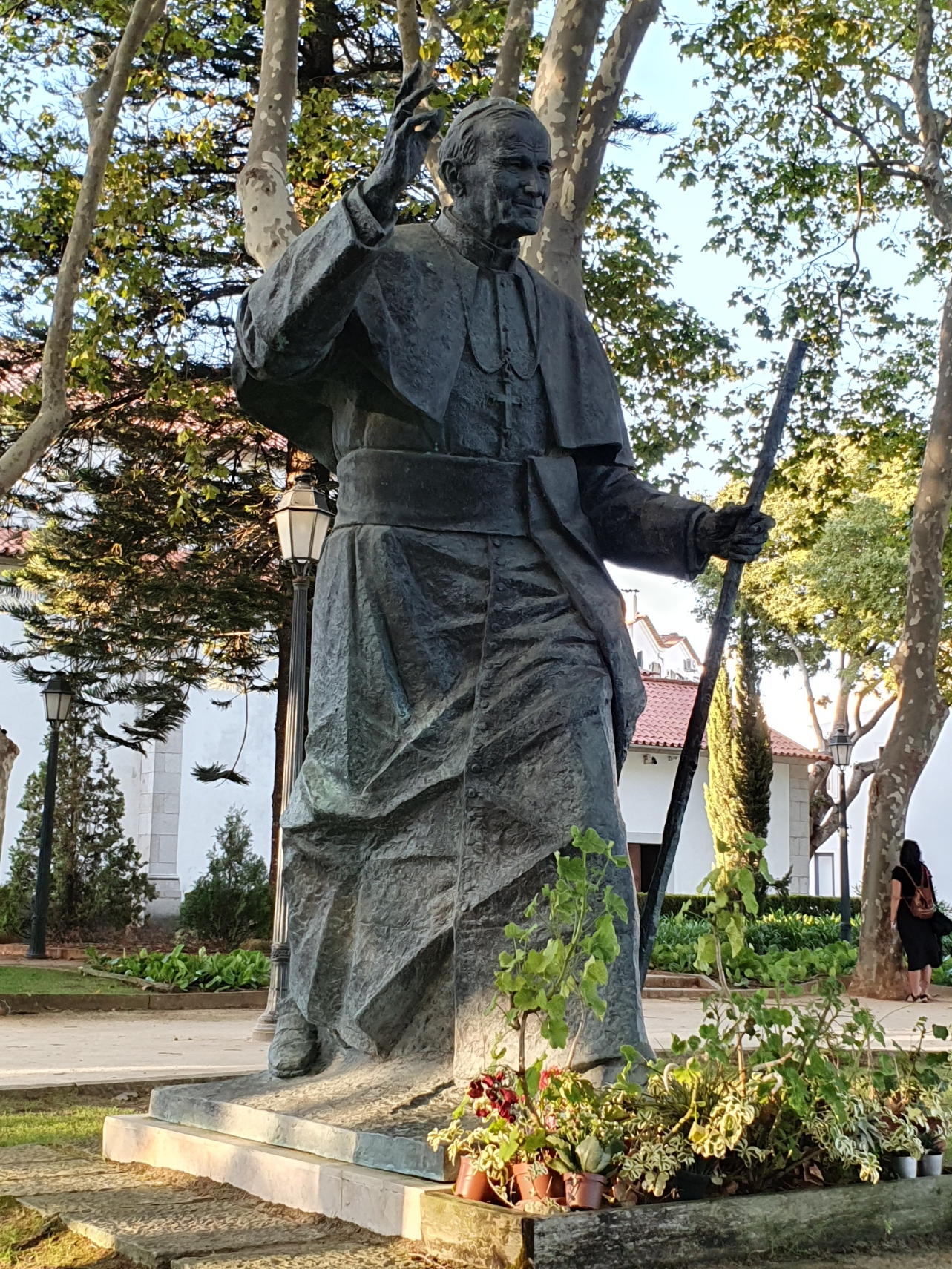
Estátua do Papa João Paulo II, inaugurada em 2010 em Cascais.
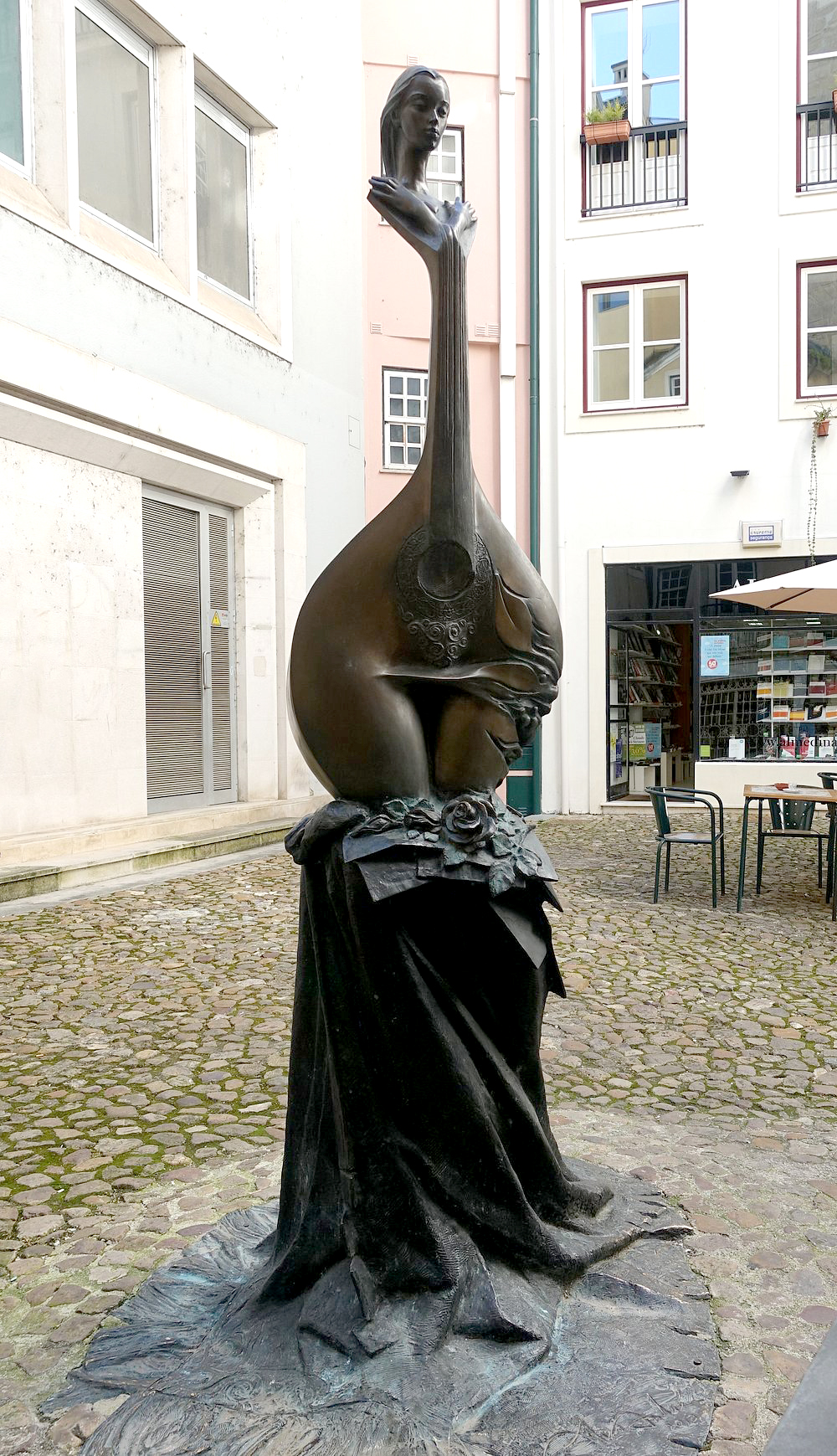
Almedina, popularmente conhecida como Guitarra de Coimbra, inaugurada em 2013 no Largo de Almedina, Coimbra.
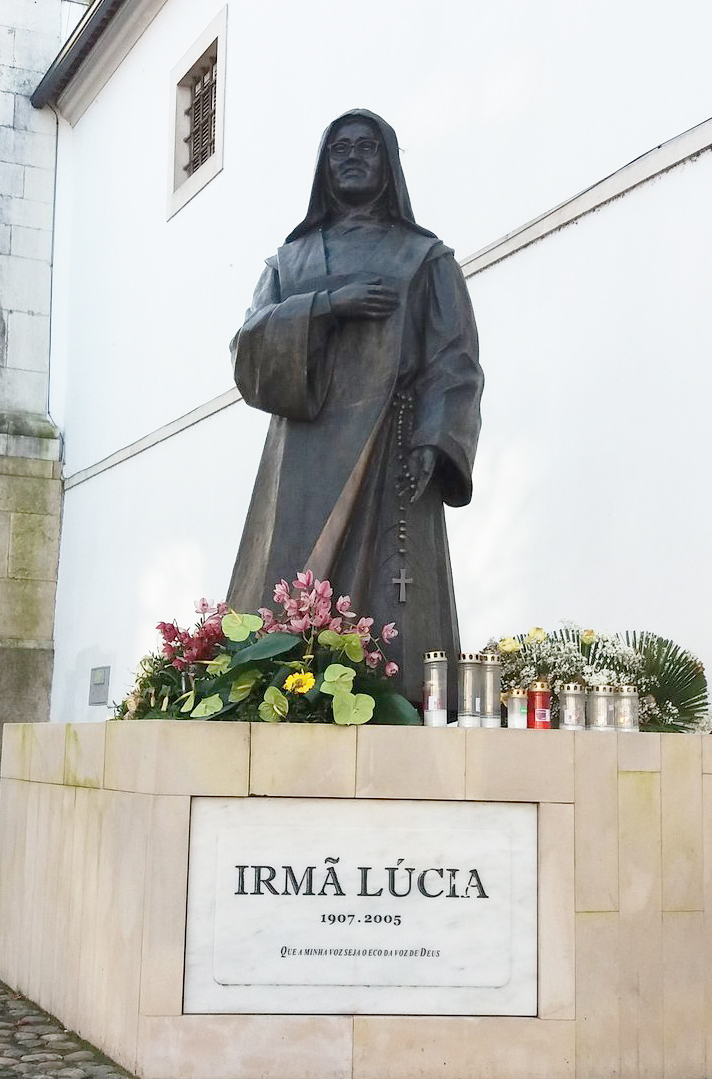
Estátua da Irmã Lúcia, inaugurada em 2013 em Coimbra.

## Principais Obras

### Bustos
- José Maria Cabral Antunes, Coimbra (1987)[2]
- Dr. Fernando Vaio, Arganil (1989)
- Busto da Rainha D. Catarina de Bragança, Nova Iorque, EUA (1990)
- D. Agostinho de Moura, Bispo de Portalegre, Portalegre (1991)
- Francisco Stromp, Lisboa (1994)[5]
- Arcebispo Primaz de Braga, D. João Crisóstomo, Cantanhede (1992)
- Visconde da Corujeira, Vila de Mira (1997)

### Monumentos
- Monumento ao Ourives Ambulante, Febres, Cantanhede (1989)
- Monumento a Pedro Teixeira, Cantanhede (1993)[4]
- Monumento ao Infante D. Pedro, Mira (1996)[12]
- Monumento aos Pescadores da Arte de Xávega do Litoral Português, Praia de Mira (1998)[1][6]
- Monumento ao Emigrante, Camarneira, Cantanhede (1997)
- Monumento ao Marquês de Marialva, Cantanhede (1999)
- Monumento a D. António Luís de Menezes, Cantanhede (1999)
- Monumento ao Homem do Mar, Ílhavo (2000)
- Monumento dos 100 Anos da Associação Comercial de Viseu (2002)
- Monumento ao Pescador Nazareno, Nazaré (2003)
- Monumento de Homenagem a Eng. Ludgero Marques, Vila da Feira (2004)
- Monumento aos Bombeiros da Mealhada (2006)

### Esculturas
- Tricana de Coimbra, Coimbra (2008)[10]
- Estátua do Papa João Paulo II, Cascais (2010)[9]
- Almedina, conhecida popularmente como Guitarra de Coimbra, Coimbra (2013)
- Estátua da Irmã Lúcia, Coimbra (2013)[11]

### Obras Internacionais
- Escultura para Lagny-Sur-Marne, Paris (2007)
- Estátua do Papa João Paulo II para Timor-Leste (2007), a maior estátua em bronze alguma vez saída das fundições artísticas portuguesas, com 6,5 metros de altura.[1]

## Ligações Externas
- Entrevista à ESEC TV
- Entrevista à Camões TV